# Abondance (nötkreatur)

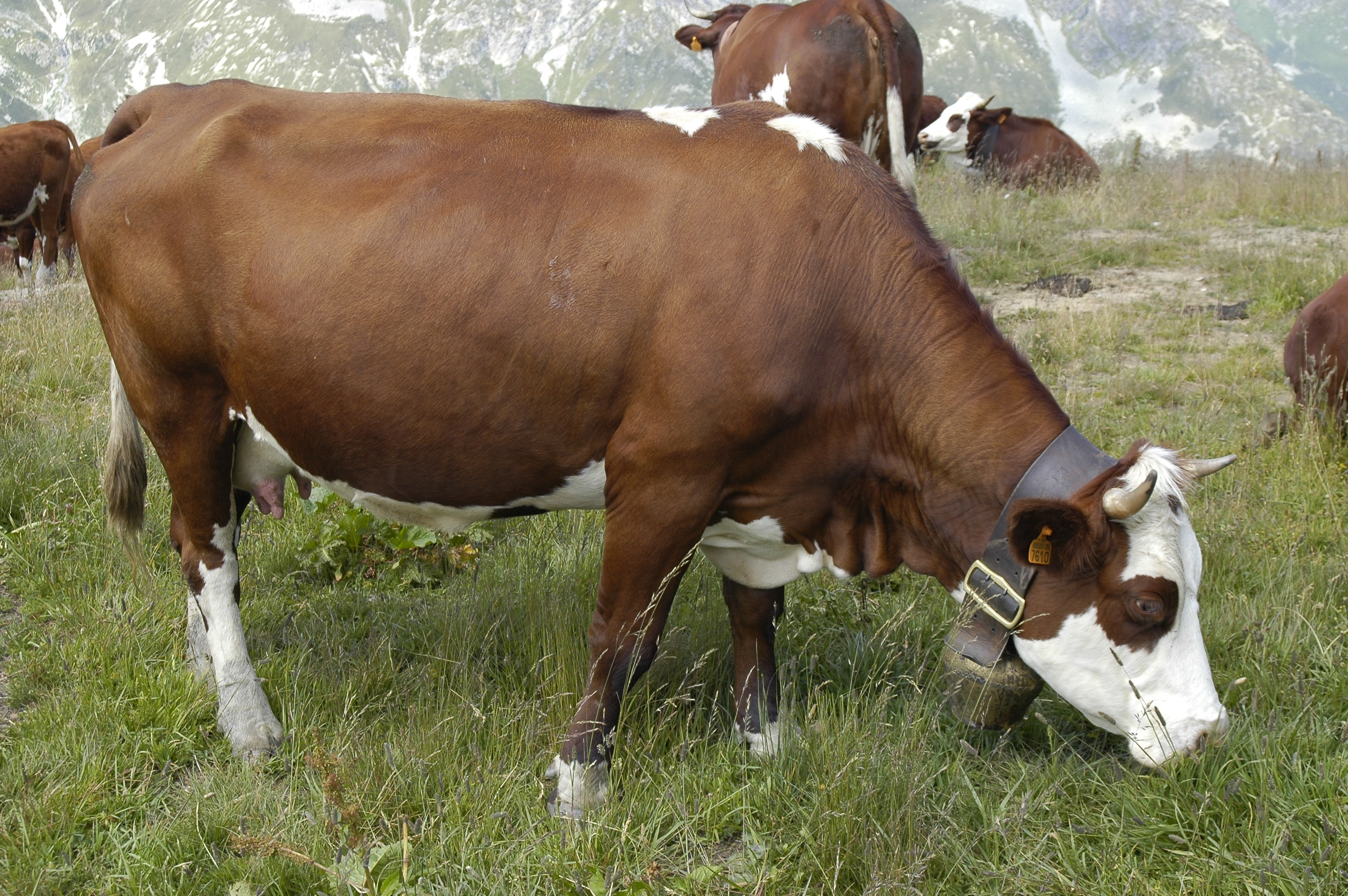
Abondance-ko

Abondance är en blandad boskapsras med ursprung i de höga dalarna i Haute-Savoie. Det är en mediumstor ras och djuren har en vikt på 580-680 kilo och en mankhöjd på 1,3 meter. Djuren är gyllenbruna i färgen med vitt på huvudet (utom runt ögonen), buken och nedre delarna av benen. Mjölken har hög fett-  och proteinhalt med en god balans mellan de två. Mjölken används traditionellt till att producera AOC-märkta (Appellation d'Origine Contrôlée) ostar såsom Abondance, Reblochon, Tome des Bauges och Beaufort. Genomsnittlig mjölkproduktion är 5 700 kg per mjölkperiod. 
Rasen är uppskattad för sin förmåga att motstå extrema variationer i temperaturen samt att den är långlivad, lättavlad, fertil och har kött och mjölk av god kvalitet
Abondance härstammar från Chablais i Haute-Savoie där de avlades fram av munkar från abbaye de Saint-Maurice d'Agaune med början under 1100-talet. Rasen var ursprungligen känd som chablaisienne. 
Det finns för närvarande cirka 150 000 abondance-kor i Frankrike. De har även exporterats till Nordamerika, Irak och Afrika. I Västafrika har de korsats med n'dama.